# Zacua MX3
Zacua MX3 – elektryczny mikrosamochód produkowany pod meksykańską marką Zacua od 2018 roku.

## Historia i opis modelu

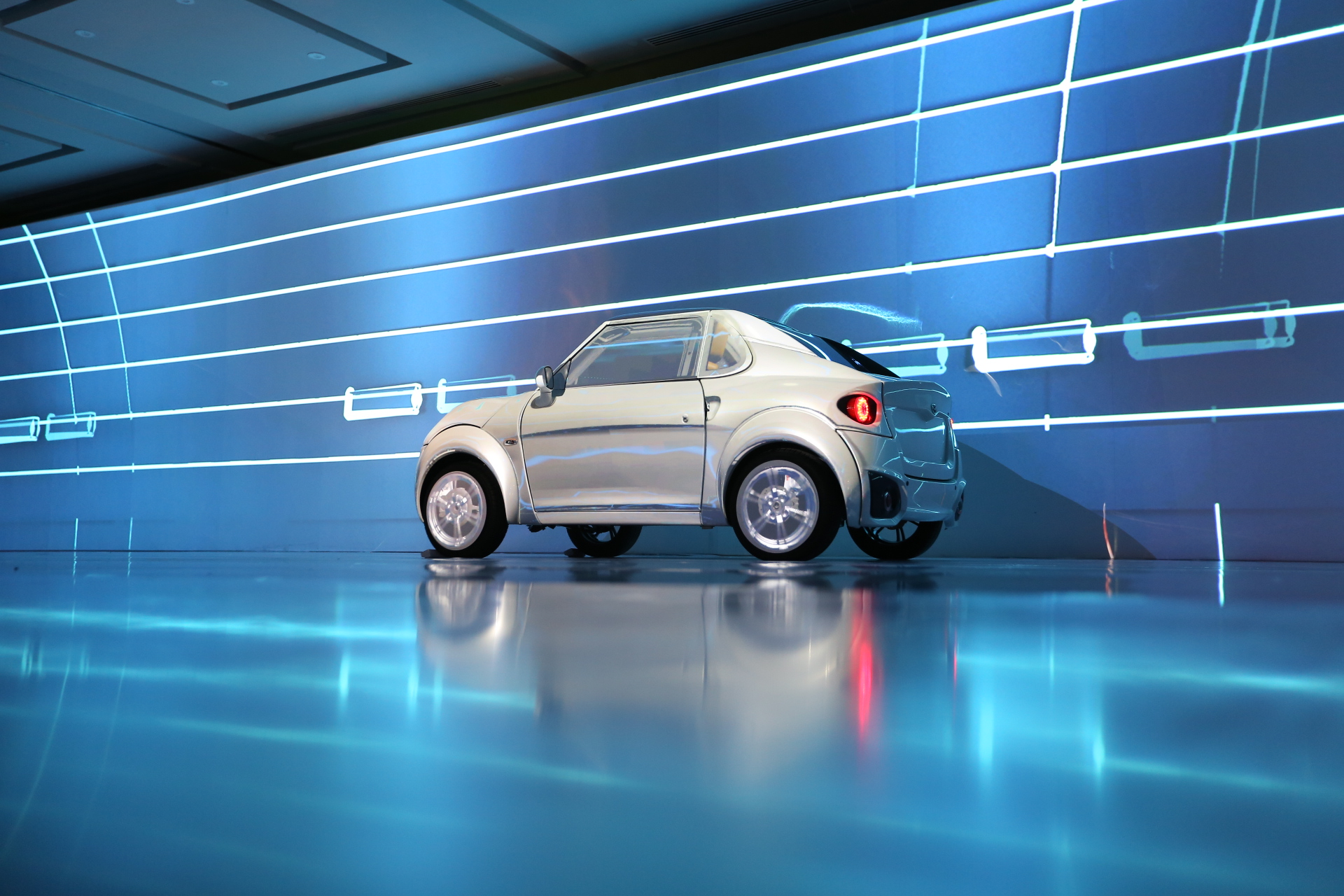
Zacua MX2

Koncepcja pierwszego w historii meksykańskiego przemysłu motoryzacyjnego samochodu elektrycznego rodzimej produkcji powstała w połowie 2017 roku, kiedy w stolcy kraju założono przedsiębiorstwo Zacua. Nawiązało ono partnerstwo z francuskim producentem mikrosamochodów Chatenet Automobiles, w efekcie czego powstał w pełni elektryczny, meksykański odpowiednik pod nazwą Zacua MX3. Premiera pojazdu odbyła się tuż po powstaniu firmy, w sierpniu 2017.
Podobnie jak francuski pierwowzór, Zacua MX3 wyróżnia się dwubarwnym malowaniem nadwozia, poszyciem nadwozia z tworzywa sztucznego, a także okrągłymi reflektorami oraz lampami tylnymi. Klamki zostały ukryte za krawędziami drzwi, ze specjalnym zagłębieniem.

### MX2
Oprócz wariantu hatchback, wzorem francuskiego odpowiednika Zacua poszerzyła także ofertę o odmianę z łagodnie opadającym dachem w stylu coupe oraz stopniowanym zakończeniem tyłu. Otrzymała ona taką samą specyfikację techniczną, jednak dla podkreślenia różnic wizualnych nadano jej nazwę Zacua MX2.

### Sprzedaż
Rodzina mikrosamochodów elektrycznych Zacua powstała z myślą o rodzimym rynku meksykańskim, gdzie samochody oferowane są nabywcom od drugiej połowy 2018 roku. Produkcja rozpoczęła się w zakładach w mieście Puebla w maju 2018, z cenami rozpoczynającymi się od pułapu 550 tysięcy pesos.

### Dane techniczne
Za opracowanie w pełni elektrycznego układu napędowego odpowiedzialny był hiszpański partner Dynamik Technological Alliance, z kolei baterie dostarczane są od producenta chińskiego. Rodzina mikrosamochodów Zacua charakteryzuje się silnikiem o mocy 46 KM oraz baterią o pojemności 15,6 kWh. Pozwala to przejechać na jednym ładowaniu ok. 160 kilometrów.